# 警固屋町
警固屋町（けごやちょう）は、広島県安芸郡にあった町。現在の呉市の一部にあたる。呉鎮守府開庁以来、人口の流入が著しく、貨物集散の地として栄え、呉海軍工廠のベッドタウンとなった。

## 地理
- 海洋：広島湾[1]
- 山岳：三津峰山[1]

## 歴史
- 1889年（明治22年）4月1日、町村制の施行により、安芸郡警固屋村が単独で村制施行し、警固屋村が発足[1][2]。
- 1906年（明治39年）6月1日、町制施行して警固屋町となる[1][2]。
- 1919年（大正8年）飯野商事呉支店造船部設立[1]
- 1928年（昭和3年）4月1日、呉市に編入され廃止[1][2]。

### 地名の由来
平清盛の音戸（隠渡）の瀬戸工事でその食小屋（けごや、飯場）があった遺称で、警固屋への文字の転化は、毛利氏が音戸の瀬戸の要所である当地に警固の武士を配置してからのこととされる。

## 産業
- 農業、漁業[1]。

## 教育
- 1901年（明治34年）警固屋尋常小学校（現呉市立警固屋小学校）開校[1]

## 名所・旧跡・観光地
- 音戸の瀬戸[1]